# Frank Locascio
Frank "Frankie Loc" LoCascio (24 de septiembre de 1932 - 1 de octubre de 2021) fue un mafioso estadounidense de Nueva York que llegó a ser el Consigliere del jefe de la familia criminal Gambino, John Gotti.

## Biografía
LoCascio fue hijo de inmigrantes italianos de Baucina, Sicilia. Convertido en un hombre hecho durante la década de 1950, LoCascio fue un corredor de apuestas y usurero para la familia Gambino. Más tarde, fue ascendido a caporegime de una banda en El Bronx. Tras el asesinato del jefe Paul Castellano en diciembre de 1985, Gotti se convirtió en el nuevo jefe de los Gambino y LoCascio se unió a su círculo íntimo. Cuando el subjefe Joseph Armone fue a la cárcel en 1987, LoCascio se convirtió en el subjefe en funciones; cuando Gotti remodeló su administración más tarde, promoviendo a Salvatore "Sammy the Bull" Gravano al puesto de Armone, LoCascio se convirtió en consigliere en funciones.

### Condena de 1992
El 11 de diciembre de 1990, LoCascio fue arrestado junto a Gotti y Gravano y acusado de crimen organizado. En el momento de su detención, seguía siendo identificado públicamente como el subjefe de la familia Gambino.
En ese momento, Gravano decidió convertirse en testigo del gobierno y declaró contra sus antiguos socios. El 2 de abril de 1992, LoCascio fue condenado por cargos de chantaje y conspiración, al igual que Gotti. El 23 de junio de 1992, tanto Gotti como LoCascio fueron condenados a cadena perpetua sin posibilidad de libertad condicional. Cuando se le pidió que comentara su sentencia, LoCascio hizo las siguientes declaraciones:

"En primer lugar, me gustaría decir enfáticamente que soy inocente... Pero soy culpable. Soy culpable de ser un buen amigo de John Gotti. Y si hubiera más hombres como John Gotti en esta tierra, tendríamos un país mejor."

El capitán Gambino Joseph "Jo Jo" Corozzo sustituyó posteriormente a LoCascio como consigliere. En diciembre de 2011, LoCascio estaba encarcelado en el Federal Medical Center Devens en Massachusetts. No tenía una fecha prevista de puesta en libertad.
En Underboss, el libro de relatos de Salvatore "Sammy the Bull" Gravano, se describe un incidente en el que LoCascio, en la cárcel con Gotti y Gravano en 1991, le dio una naranja robada antes de ofrecerle una a Gotti. Gotti se puso furioso y menospreció en voz alta a LoCascio delante de otros reclusos. Más tarde, dijo Gravano, un humillado LoCascio juró con lágrimas en los ojos asesinar a Gotti, declarando: "En cuanto salga, mataré a este [improperio]". Gravano afirma que él y LoCascio hicieron entonces un pacto para matar a Gotti en una fiesta de la victoria, suponiendo que fueran absueltos de alguna manera: "Frankie dijo, 'Sammy, dos cosas. Yo mismo lo llevaré a la fiesta, y yo tengo que ser el tirador'".
Según fuentes policiales y documentos judiciales, un enfurecido Gotti, que cumplía cadena perpetua en Marion (Illinois), se puso en contacto con la banda carcelaria Hermandad Aria para matar a LoCascio. Las fuentes dijeron que creen que dos miembros del grupo supremacista blanco fueron utilizados en 1994 por uno de los socios de Gotti en un contrato de asesinato por encargo. En algún momento, los funcionarios de la prisión federal de Marion supuestamente captaron a Gotti quejándose del paso de LoCascio en las cámaras de vídeo, dijo una fuente. Sin identificar a Gotti, los funcionarios de la prisión dijeron en los documentos judiciales que "un posible 'contrato' ha sido puesto en la vida de LoCascio por sus antiguos socios de la mafia"."

### Muerte
LoCascio dio positivo en la prueba de COVID-19 en el Centro Médico Federal, Devens, donde había estado bajo custodia desde el 22 de marzo de 2001, el 28 de diciembre de 2020. Tras la finalización del aislamiento médico, y después de no presentar síntomas, fue señalado como en estado de recuperación de acuerdo con las directrices de los Centros de Control y Prevención de Enfermedades el 8 de enero de 2021. LoCascio fue ingresado en el programa comfort care en FMC Devens el 28 de septiembre de 2021, por múltiples complicaciones médicas. Murió en prisión el 1 de octubre de 2021, a la edad de 89 años.

## En la ficción
En la película para televisión de 1996 Gotti, LoCascio es interpretado por el actor Raymond Serra.
En el telefilme de 1998 Testigo de la mafia, LoCascio es interpretado por el actor y cantante Frankie Valli.